# این دختره کیه؟
«این دختره کیه؟» تک‌آهنگی از هنرمند اهل فرانسه داوید گتا، به همراهی ریانا است که در سال ۲۰۱۰ میلادی منتشر شد.
این تک‌آهنگ در چارت‌های والونیا، در رتبه اول و در چارت‌های فرانسه، ایرلند، نروژ، استرالیا، اسپانیا، فنلاند، فلاندرز، سوئیس، نیوزلند، اتریش، بریتانیا جزو ده ترانه اول قرار گرفت.